# 花剌子模語 (突厥語)
花剌子模语（Khorezmian），是中世紀金帳汗國一種突厥語，一般視為察合台語的方言。
這種突厥語使用至20世紀，這種突厥語以古突厥語為根本，外加一些烏古斯突厥語與欽察語的字眼。